# Massif du Risoux
Massif du Risoux este o arie protejată (arie de protecție specială avifaunistică — SPA) din Franța întinsă pe o suprafață de 1.843 ha, integral pe uscat.

## Localizare
Centrul sitului Massif du Risoux este situat la coordonatele 46°32′17″N 6°05′48″E / 46.53806°N 6.09667°E.

## Înființare
Situl Massif du Risoux a fost declarat arie de protecție specială avifaunistică în baza directivei 79/409 din 1979 referitoare la conservarea păsărilor sălbatice pentru a proteja 13 specii de animale.

## Biodiversitate
Situată în ecoregiunea continentală, aria protejată nu include niciun habitat protejat.
La baza desemnării sitului se află mai multe specii protejate de  păsări (13): minunița (Aegolius funereus), cocoșul de mesteacăn (Bonasa bonasia), ciocănitoare neagră (Dryocopus martius), șoim călător (Falco peregrinus), ciuvică (Glaucidium passerinum), sfrâncioc roșiatic (Lanius collurio), ciocârlie de pădure (Lullula arborea), gaia neagră (Milvus migrans), gaia roșie (Milvus milvus), viespar (Pernis apivorus), ciocănitoare de munte (Picoides tridactylus), sitar de pădure (Scolopax rusticola),  cocoș de munte (Tetrao urogallus)
Pe lângă speciile protejate, pe teritoriul sitului au mai fost identificate 10 specii de păsări, 1 specie de mamifere, 2 specii de nevertebrate, 2 specii de reptile.